# Her Inspiration (film 1915)
Her Inspiration è un cortometraggio muto del 1915 diretto da Frank McGlynn Sr.

## Trama
Douglas Claiborne, la pecora nera di un'aristocratica ma povera famiglia del sud, deve lasciare la città. Cerca di redimersi, mettendosi in società con un cercatore d'oro, Jerry Mason ma, ben presto, torna alle vecchie (e cattive) abitudini e, durante una rissa, viene ucciso con un piccone che appartiene al suo socio. Molly, la sorella di Douglas, arriva nel West per incontrare il fratello ma scopre che costui è morto. Accusato dell'omicidio, Jerry sta per essere linciato dalla folla; si scopre però che il vero assassino è un altro, un vecchio compagno del morto. Molly, grata a Jerry per gli sforzi che aveva fatto per aiutare Douglas, sposa il cercatore ormai definitivamente riabilitato.

## Produzione
Il film fu prodotto dalla Edison Company.

## Distribuzione
Distribuito dalla General Film Company, il film - un cortometraggio in tre bobine - uscì nelle sale cinematografiche degli Stati Uniti il 10 dicembre 1915.